# Martino Destro
Martino Destro (* 1968/1969) ist ein ehemaliger deutscher Footballspieler.

## Leben
Destro begann 1983 mit dem Footballsport und gehörte den Hamburg Dolphins an. Als Schüler weilte er eine Zeitlang in den Vereinigten Staaten und übte dort ebenfalls die Sportart aus. Von 1989 bis 1994 verstärkte er die Hamburg Silver Eagles und brachte sich dort auch als stellvertretender Vorsitzender in die Vereinsarbeit ein.
Destro, der als Linebacker zum Einsatz kam, spielte von 1995 bis 1999 für die Hamburg Blue Devils. 1996 wurde er mit der Mannschaft deutscher Meister. Beim Gewinn des Eurobowls 1996 wirkte er nicht mit, da er von Trainer Chris Merritt suspendiert worden war, 1997 und 1998 war er bei den Eurobowl-Siegen dabei. 2000 wurde er Mitglied der Blue-Devils-Trainerstabs und trug somit zum Gewinn der deutschen Meistertitel 2001, 2002 und 2003 bei. Ab 2004 war er mit einigen seiner früheren Mannschaftskameraden wie Jan-Hendrik Wohlers und Florian Dannehl Mitglied des Stabs des Zweitligisten Hamburg Eagles und blieb bis 2006 im Amt. In der Jugendauswahl Schleswig-Holsteins war Destro als Trainer für die Defensive Line zuständig, Er arbeitete als Trainer ebenfalls bei den Hamburg Amazons, Ende 2012 übernahm er die Aufgabe des Trainers der Defensive Line der Hamburg Swans in der Oberliga. Anschließend gehörte Destro bis zum Frühjahr 2018 dem Trainerstab der Hamburg Pioneers an. Ab November 2019 wurde er wieder für die Hamburg Swans tätig.